# Richard J. Seitz
Richard Joe Seitz (* 18. Februar 1918 in Leavenworth, Leavenworth County, Kansas; † 8. Juni 2013 in Junction City, Geary County, Kansas) war ein Generalleutnant der United States Army. Er kommandierte unter anderem das XVIII. Luftlandekorps.
Richard Seitz war der Sohn von John C. Seitz (1877–1952) und dessen Frau Florence M. Erschelle (1881–1957). Der Vater betrieb einen Milchladen und verkaufte Eis. Zudem war er zwischenzeitlich Bürgermeister von Leavenworth. Richards Bruder, John Andrew Seitz (1908–1987), brachte es in der US-Army bis zum Brigadegeneral. Richard besuchte die öffentlichen Schulen seiner Heimat einschließlich der High School in Leavenworth.
Über das ROTC-Programm des Kansas State Colleges gelangte er im Jahr 1939 in das Offizierskorps des US-Heeres. Dort wurde er als Leutnant der Infanterie zugeteilt. In der Armee durchlief er anschließend alle Offiziersränge bis zum Dreisterne-General. 
Im Lauf seiner militärischen Karriere absolvierte Seitz verschiedene Kurse und Schulungen. Dazu gehörten unter anderem die Infantry School, der Air Corps Technical School Rigger Course, das United States Army War College, das Command and General Staff College, das Armed Forces Staff College sowie das Defense Language Institute, wo er die portugiesische Sprache erlernte. Außerdem erhielt er einen akademischen Grad der University of Omaha, der heutigen University of Nebraska. 
In seinen ersten Jahren absolvierte er den für Offiziere in den niederen Rangstufen üblichen Dienst in verschiedenen Einheiten und Standorten. Nach dem amerikanischen Eintritt in den Zweiten Weltkrieg diente Seitz zunächst im 503. Fallschirmjägerbataillon. Schon im Jahr 1943 wurde er Kommandeur des 2. Bataillons des 517. Fallschirmjägerregiments. Er war mit seiner Einheit auf dem europäischen Kriegsschauplatz eingesetzt und nahm unter anderem an der Abwehr der deutschen Ardennenoffensive teil.  Dabei leitete er die nach ihm benannte Task Force Seitz.
Nach dem Krieg wurde Seitz nach Japan versetzt, wo er von 1947 bis 1949 in der 11. Luftlandedivision diente. Nach der Rückverlegung der Division nach Fort Campbell in Kentucky wurde er Leiter der Divisionsstabsabteilung G3 (Operationen). Später wurde er nach Brasilien versetzt, wo er der dortigen amerikanischen Beratergruppe (United States Military Assistance Group) angehörte. Dabei kamen ihm seine portugiesischen Sprachkenntnisse zugute. Im Juni 1958 übernahm Richard Seitz das Kommando über eine Einheit (2nd Airborne Battle Group) der 82. Luftlandedivision. Ein Jahr später erfolgte seine Versetzung zum XVIII. Luftlandecorps, wo er die Stabsabteilung G3 leitete.
Anfang der 1960er Jahre war Seitz zunächst als Mitglied der amerikanischen Beratergruppe im Iran stationiert. Es folgten einige Jahre als Stabsoffizier im Personalwesen (G1). Von 1965 bis 1967 war er im Vietnamkrieg in verschiedenen Generalstabsstellungen beim Hauptquartier der US-Armee in Vietnam tätig. Vom 15. April 1967 bis zum 12. Oktober 1968 hatte der nun zum Generalmajor beförderte Seitz den Oberbefehl über die 82. Luftlandedivision. In dieser Zeit waren Teile seiner Division bei der Niederschlagung einer Rebellion in Detroit eingesetzt und eine Brigade wurde nach Vietnam verlegt. Auch bei Unruhen im Zusammenhang mit der Ermordung von Martin Luther King in der Bundeshauptstadt Washington, D.C. wurden Teile der 82. Luftlandedivision eingesetzt, wobei Seitz selbst den Einsatz leitete.
Von 1968 bis 1970 war Seitz Vorsitzender der amerikanischen Delegation der Brasilianisch-Amerikanischen Kommission. Anschließend war er bis 1973 Stabsoffizier für Armeepersonal im Pentagon. Nach seiner Beförderung zum Generalleutnant übernahm Seitz 1973 das Kommando über das XVIII. Luftlandekorps. Dieses Amt behielt er bis zum Eintritt in den Ruhestand im Jahr 1975.
Richard Seitz starb am 8. Juni 2013 im Alter von 95 Jahren an Herzversagen und wurde auf dem Friedhof von Fort Riley in Kansas  beigesetzt.

## Orden und Auszeichnungen
Richard Seitz erhielt im Lauf seiner militärischen Laufbahn unter anderem folgende Auszeichnungen:
- Army Distinguished Service Medal
- Silver Star
- Legion of Merit
- Bronze Star Medal
- Air Medal
- Purple Heart
- Orden der Ehrenlegion